# 恶僕逼債的比喻

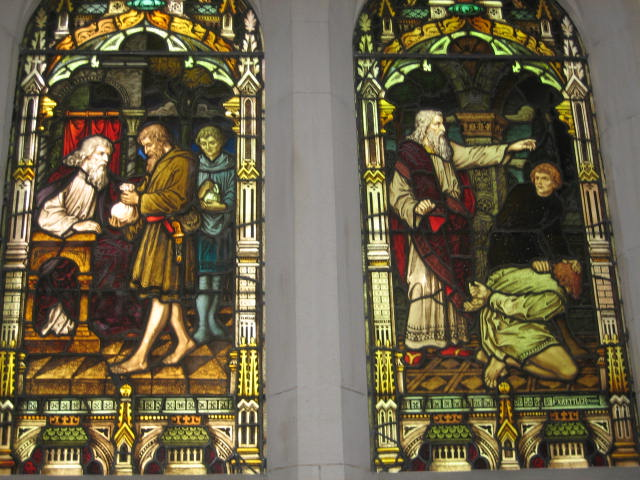
This depiction of the Parable of the Unforgiving Servant on a stained glass window in Scots' Church, Melbourne shows the initial forgiving of the debt, and the final punishment of the unforgiving servant.

在《新约圣经》中，恶僕逼债的比喻是一个耶稣的比喻，见于《马太福音》第18章第21至35节。这个比喻通过恶僕的反面事例，告诉人们需要像上帝宽恕罪人一样宽恕周围的人。

## 译文
|                                      | 那时彼得进前来、对耶稣说、主阿、我弟兄得罪我、我当饶恕他几次呢。到七次可以么。耶稣说、我对你说、不是到七次、乃是到七十个七次。天国好像一个王、要和他僕人算帐。才算的时候、有人带了一个欠一千万银子的来。因为他没有甚么偿还之物、主人吩咐把他和他妻子儿女、并一切所有的都卖了偿还。那僕人就俯伏拜他说、主阿、宽容我将来我都要还清。那僕人的主人、就动了慈心、把他释放了、并且免了他的债。那僕人出来、遇见他的一个同伴、欠他十两银子、便揪着他、掐住他的喉咙、说、你把所欠的还我。他的同伴就俯伏央求他、说、宽容我吧、将来我必还清。他不肯、竟去把他下在监里、等他还了所欠的债。众同伴看见他所作的事、就甚忧愁、去把这事都告诉了主人。于是主人叫了他来、对他说、你这恶奴才、你央求我、我就把你所欠的都免了．你不应当怜恤你的同伴、像我怜恤你么。主人就大怒、把他交给掌刑的、等他还清了所欠的债。你们各人、若不从心里饶恕你的弟兄、我天父也要这样待你们了。 |
| ——《馬太福音》第18章第21节至第35节参 | |